# 石銭
石銭（こくせん）は、江戸時代に、港に入津する船の積荷の石高に応じて徴収した金である。
石銭という呼称は、『堺市史』によれば、「船舶及び諸問屋の貨物取扱の石数に応じて入港料を徴収し、之を港湾浚渫費に充てた」ためと記されている。

## 各都市での石銭

### 堺
堺では延宝8年（1680年）から、水野元重が堺奉行であった時に始められた。積荷100石につき60銭、廻船は100石につき年に銀10匁ずつ課せられ、これらは湊の浚渫費や石堤・石垣の入用などに充てられた。正徳元年（1711年）4月から廻船1石につき3銭、諸問屋売高1石につき3銭となった。戎島に石銭勘定場が設けられ、享保8年（1723年）の徴収高は銀34貫800匁だった。

### 大坂
大坂では宝永4年（1707年）3月に安治川口・木津川口の浚渫のために、石銭を課している。当初は大坂廻船や伝法廻船からの徴収だったが、宝暦5年（1755年）12月からは武家の船を含めた全ての船から船石1石につき3銭を徴収するようになった。また、船の出入りを監視するために石銭番所が設けられた。大坂での石銭は、宝暦9年（1759年）5月末に廃止となった。

### 江戸
江戸では相州三崎城ヶ島と志州鳥羽菅島の航路標識となる篝火を立てる費用のため享保7年（1722年）5月より、浦賀に入湊する船から石銭徴収を始めた。徴収額は船石10石につき3文であった。遠国船は上下分10石につき銭6文、近国船は遠国船3回分の銭18文を年1度納めた。

### 長崎
長崎では、明和3年（1766年）3月に長崎奉行の石谷備前守清昌により始められた。この時期、長崎港では大川（中島川）やその他の小川の河口から流出した土砂が堆積し、船の航行の妨げとなっていた。石銭の徴収は、土砂浚いのための資金とすることが目的であった。金額は、船1石につき3銭、長崎付近からの小船・茶船などの場合には、1帆に付5石と勘定して徴収すると決められた。また、荷物を積んでいない船については、港口で検査を受けるが石銭は免除。大坂や堺の廻船で唐・オランダ荷物を扱っている商人の仕立船については、荷主から石銭を徴収。武家の船や、御城米や長崎への廻米であっても石銭を徴収と決められた。
徴収方法は、港に船が入港する際に船を調べ、石銭を徴収した上で番所から切手を与える。そして、長崎港から出船する時に、その切手を番所に戻す。その時に切手を所持していない場合は、改めて石銭を取ると規定された。長崎の港口付近にある木鉢浦に石銭番所が建てられ、船頭2人、同見習2人、遠見番4人がそこに勤めた。船頭または見習1人と遠見番1人の計2人が一昼夜そこに詰めた。他に筆者4人・小使2人もいて、各1人が一昼夜勤務することとされた。
長崎での石銭徴収は寛政3年（1791年）正月に廃止されるまで約25年間続けられた。その後、番所を船改見張所と改称して徴収を再開。明治元年（1868年）4月まで続けられた。

### 伏見
伏見湊でも、川浚費として船1石につき1文半を徴収していたが、安永元年（1772年）8月に2文半に増額された。